# Magnus Finvidsson (Leopard)
Magnus Finvidsson (Magnus Marinasons ätt), död 1378 eller 1379, var en svensk lagman och häradshövding.

## Biografi
Magnus Finvidsson (Magnus Marinasons ätt) nämns första gången 1344. Han var son till Finvid Magnusson (Magnus Marinasons ätt) och Märeslev. Magnus Finvidsson var från 1367 till 1378 lagman i Södermanlands lagsaga och 1371 häradshövding i österrekarne härad. Han avled mellan 1378–1379.

### Egendom
Han ägde jord i Åkers härad och Öknebo härad i Södermanland, och i Snevringe härad i Västmanland. Magnus Finvidsson står som herre till Härnö gård (belägen i strax söder om Mariefred).

### Familj
Magnus Finvidsson var 6 juni 1374 gift med Margareta Knutsdotter.